# Jonas Kriaučiūnas
Jonas Kriaučiūnas (* 1920 in Sumy, Ukraine; † 1986 in Vilnius) war ein sowjetlitauischer Agronom, Gartenbauwissenschaftler und Politiker, Vizeminister.

## Leben
Nach dem Abitur an der Mittelschule absolvierte Jonas Kriaučiūnas 1951 das Diplomstudium der Agronomie an der Lietuvos žemės ūkio akademija bei Kaunas. 1944–1953 arbeitete er in Vytėnai, Rajongemeinde Kaunas. 1953–1956 war Jonas Kriaučiūnas Mitarbeiter bei Zentralkomitee der Lietuvos komunistų partija. 1956–1962 war er erster Stellvertreter des Ministers am Landwirtschaftsministerium Litauens. Von 1956 bis 1968 leitete Jonas Kriaučiūnas Gartenbau-Verein Litauens (Lietuvos sodininkystės draugija). 